# Jacques Martin

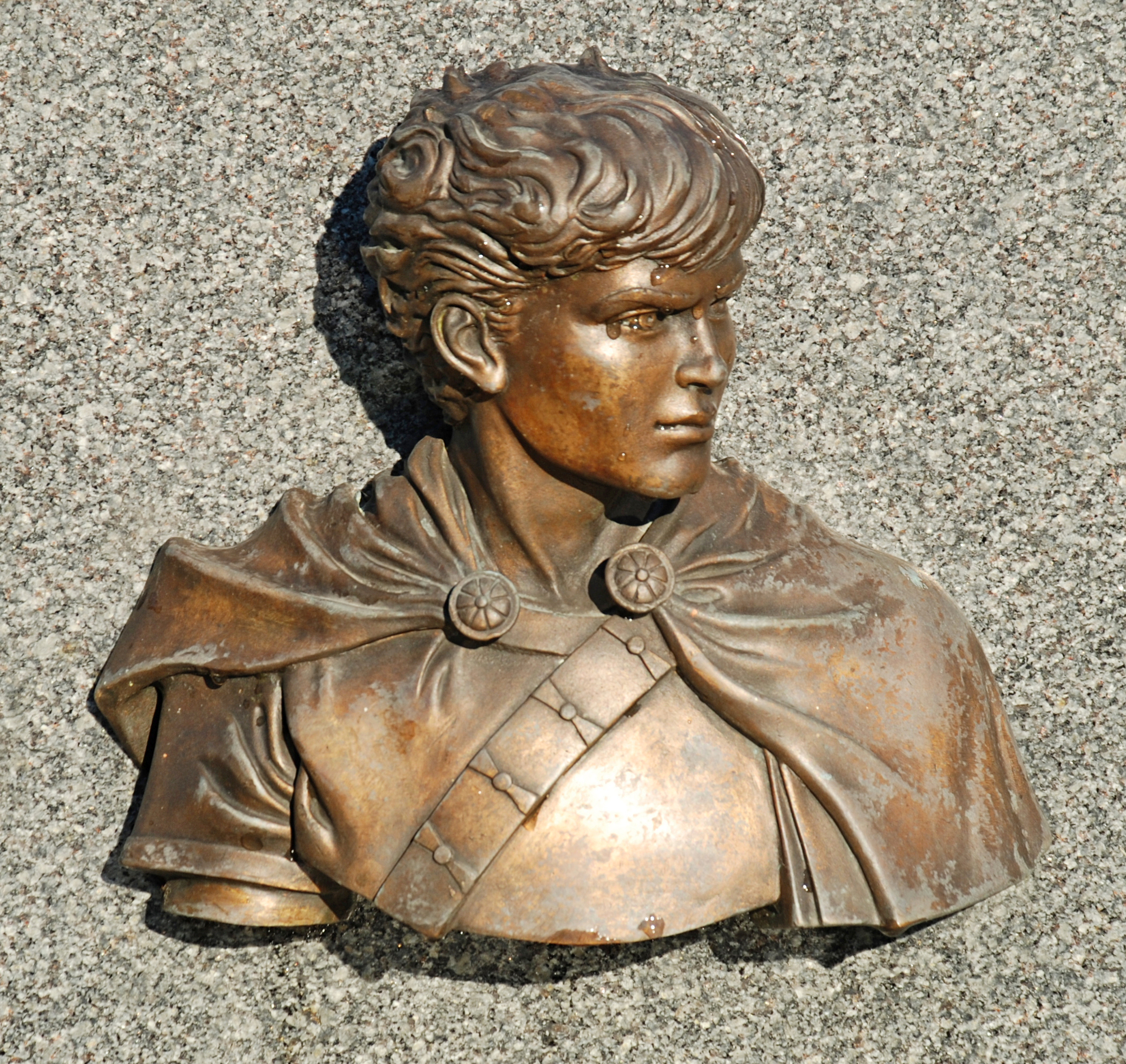
Busto de Alix no túmulo de Jacques Martin em Céroux (Ottignies-Louvain-la-Neuve, Bélgica).

Jacques Martin (Estrasburgo, 25 de setembro de 1921 - Orbe, 21 de janeiro de 2010), foi um desenhista francês de banda desenhada. Colaborou com Edgar P. Jacobs e Hergé, publicou trabalhos no Le Journal de Tintin, e uma das suas criações mais conhecidas é Alix.

## Biografia
Jacques Martin iniciou os seus estudos em Engenharia, mas não era este o seu desejo. Em 1942, cria a sua primeira história em banda desenhada. Em 1946, a seguir ao fim da Segunda Guerra Mundial, viaja pela Bélgica em busca de um editor para a sua história. Conhece Hergé, com quem trabalha em alguns álbuns das Aventuras de Tintim (Tintim no Tibete e Carvão no Porão), ao mesmo tempo que faz as suas próprias histórias. Com Hergé aprende a técnica da linha clara, ou linha simples, que utilizará nos seus trabalhos. Mais tarde, será considerado um dos cinco dessa linha, ao lado de Hergé, Edgar P. Jacobs, Bob de Moor e Willy Vandersteen.
Em 1948, cria Alix, a sua personagem mais famosa, publicada na revista Tintim, cujas aventuras, especialmente bem concebidas em termos históricos, ocorrem na Roma Antiga. Esta aventuras tiveram grande sucesso, permitindo a sua publicação em vários países.
O livro Le spectre de Carthage recebeu o prémio de melhor livro de banda desenhada, em 1978, no festival Angoulême International.
Em 1952, Jacques Martin cria nova personagem, desta vez um jornalista chamado Lefranc; em 1978, um arquiteto medieval de nome Jhen (originalmente Xan); e Orion, um jovem grego, em 1990. Em 2003, surge Lois, com a acção passada na corte do Rei-Sol.
Em 2003, recebe o prémio Saint-Michel, atribuído pela cidade de Bruxelas, pelo seu trabalho na banda desenhada.
Devido a problemas de visão de Martin, em 1993, as histórias de Alix passaram a ser desenhadas por Rafael Morales.

## Obras

### Alix
- Alix l'intrépide, (1956)
- Le sphinx d'or, (1956)
- L'île maudite, (1957)
- La tiare d'Oribal, (1958)
- La griffe noire, (1959)
- Les légions perdues, (1965)
- Le dernier spartiate, (1967)
- Le tombeau étrusque, (1968)
- Le dieu sauvage, (1970)
- L'orix le grand,(1972)
- Le prince du Nil, (1974)
- Le fils de Spartacus, (1975)
- Le spectre de Carthage, (1977)
- Les proies du volcan, (1978)
- L'enfant grec, (1980)
- La tour de Babe l, (1981)
- L'Empereur de Chine, (1983)
- Vercingétorix, (1985)
- Le cheval de Troie, (1988)
- Ô Alexandrie, (com Rafael Morales), (1996)
- Les barbares, (com Rafael Morales), (1998)
- La chute d'Icare, (com Rafael Morales), (2001)
- Le fleuve de Jade, (com Rafael Morales), (2003)
- Roma, Roma…,  (com Rafael Morales), (2005)
- C'était à Khorsabad, (com história de J. Martin, e colaboração de François Maingoval, desenhos de Cédric Hervan e Christophe Simon), (2006)
- L'Ibère - título provisório - (história de J. Martin, cenários de François Maingoval et Patrick Weber, desenhos de Christophe Simon) (previsto para Outubro de 2007)
- La cité engloutie, (história de J. Martin, cenários de Patrick Weber, desenhos de Ferry) (previsto para 2008)

### As Viagens de Alix
- Rome 1, (desenhos de Gilles Chaillet) (1996)
- L'Égypte 1, (desenhos de Rafael Moralès) (1996)
- La marine antique 1, (desenhos de Marc Henniquiau) (1997)
- La Grèce 1, (desenhos de Pierre de Broche) (1997)
- La Grèce 2, (desenhos de Pierre de Broche) (1998)
- Rome 2, (desenhos de Gilles Chaillet) (1999)
- La marine antique 2, (desenhos de Marc Henniquiau) (1999)
- Le costume antique 1, (desenhos de Jacques Denoël) (1999)
- L'Égypte 2, (desenhos de Rafael Moralès) (2000)
- Le costume antique 2, (desenhos de Jacques Denoël) (2000)
- Carthage, (desenhos de Vincent Hénin) (2000)
- Athènes, (desenhos de Laurent Bouhy) (2001)
- Le costume antique 3, (desenhos de Jacques Denoël) (2002)
- Jérusalem, (desenhos de Vincent Hénin) (2002)
- Pompéi 1, (desenhos de Marc Henniquiau) (2002)
- Persépolis, (desenhos de Cédric Hevan) (2003)
- Pétra, (desenhos de Vincent Hénin) (2003)
- Les Mayas, (desenhos de Jean Torton) (2004)
- Les Etrusques, (desenhos de Jacques Denoël) (2004)
- Les Jeux Olympiques, (desenhos de Cédric Hervan e Yves Plateau) (2004)
- Les Mayas 2, (desenhos de Jean Torton) (2005)
- Les Aztèques, (desenhos de Jean Torton) (2005)
- Les Vikings, (desenhos de Eric Lenaerts) (2006)
- Lutèce, (desenhos de Vincent Hénin) (2006)
- Les Incas, (desenhos de Jean Torton) (2006)
- Les Etrusques 2, (desenhos de Jacques Denoël) (2007)

### Acerca de Alix
- Spartaci filius
- L'enfant grec (em versão grega)
- Com Alix, (dados recolhidos por Thierry Groensteen e Alain de Kuyssche - análise de Th. Groensteen)
- La voie d'Alix, (com Michel Robert)
- L'Odyssée d'Alix 1
- L'Odyssée d'Alix 2, (com Christophe Simon)

### Arno
- Le Pique rouge, (desenhos de André Juillard), (1983)
- L'Œil de Kéops,(desenhos de André Juillard), (1985)
- Le puits nubien, (desenhos de André Juillard), (1987)
- 18 brumaire, (desenhos de Jacques Denoël), (1994)
- L'ogresse, (desenhos de Jacques Denoël), (1995)
- Chesapeake, (desenhos de Jacques Denoël), (1997)

### Jhen
- Barbe bleue, (desenhos de [ean Pleyers), (1984)
- Les écorcheurs, (desenhos de Jean Pleyers), (1984)
- La cathédrale, (desenhos de Jean Pleyers), (1985)
- Le lys et l'ogre, (desenhos de Jean Pleyers), (1986)
- L'Alchimiste, (desenhos de Jean Pleyers), (1989)
- Le secret des Templiers, (desenhos de Jean Pleyers), (1990)
- Jehanne de France, (desenhos de Jean Pleyers), (1998)
- L'Or de la Mort, (desenhos de Jean Pleyers), (1998)
- L'archange, (desenhos de Jean Pleyers), (2000)

### As Viagens de Jhen
- Les Baux de Provence, (desenhos de Yves Plateau e Benoît Fauviaux), (2005)
- Paris - Notre-Dame, (desenhos de Yves Plateau), (2006)
- Carcassonne, (desenhos de Nicolas Van De Walle), (2006)
- Le Haut-Koenigsbourg, (desenhos de Yves Plateau), (2006)
- Venise, (desenhos de Enrico Sallustio) (2007)

### Keos
- Osiris, (desenhos de Jean Pleyers), (1992)
- Le cobra, (desenhos de Jean Pleyers), (1993)
- Le veau d'or, (desenhos de Jean Pleyers), (1999)

### Lefranc
- La grande menace, (1954)
- L'ouragan de feu, (1961)
- Le mystère Borg, (1965)
- Le repaire du Loup, (desenhos de Bob de Moor), (1974)
- Les portes de l'enfer, (desenhos de Gilles Chaillet), (1978)
- Opération Thor, (desenhos de Gilles Chaillet), (1979)
- L'oasis, (desenhos de Gilles Chaillet), (1981)
- L'arme absolue, (desenhos de Gilles Chaillet), (1982)
- La crypte, (desenhos de Gilles Chaillet), (1984)
- L'apocalypse, (desenhos de Gilles Chaillet), (1987)
- La cible, (desenhos de Gilles Chaillet), (1989)
- La Camarilla, (desenhos de Gilles Chaillet), (1997)
- Le vol du Spirit, (desenhos de Gilles Chaillet), (1998)
- La colonne, (desenhos de Christophe Simon), (2001)
- El Paradisio, (desenhos de Christophe Simon), (2002)
- L'ultimatum, (desenhos de Francis Carin e Didier Desmit), (2004)
- Le maître de l'Atome, (desenhos de André Taymans e Erwin Dreze, cenários de Michel Jacquemart, a partir de um projecto de Jacques Martin), (2006)
- La momie bleue, (desenhos de Francis Carin, cenários de Jacques Martin e Patrick Weber, com história de Jacques Martin), (2007)

### As Viagens de Lefranc
- L'aviation 1, des origines à 1914 (desenhos de Regric, aliás Frédéric Legrain) ,(2004)
- L'aviation 2, de 1914 à 1918 (desenhos de Regric, aliás Frédéric Legrain), (2005)

### Lois
- Le Roi Soleil, (desenhos de Olivier Pâques), (2003)
- Les Louis d'Or, (desenhos de Olivier Pâques), (2005)
- Le Code Noir, (desenhos de Olivier Pâques e texto de Patrick Weber, com história de Jacques Martin), (2007)

### As Viagens de Loïs
- Versailles de Louis XIII, (desenhos de Jérôme Presti e Olivier Pâques), (2006)

### Orion
- Le lac sacré, (1990)
- Le styx ,(desenhos de Christophe Simon a partir da página 23), (1996)
- Le Pharaon, (desenhos de Christophe Simon), (1998)

### Com o pseudónimo de Marleb
- Oeil de Perdrix, Le secret du calumet
- Le Hibou gris